# Tiagua
Tiagua es una localidad española del municipio de Teguise, perteneciente a la provincia de Las Palmas, en la comunidad autónoma de Canarias.

## Historia
Hacia mediados del siglo XIX, el lugar, ya por entonces perteneciente a Teguise, tenía contabilizada una población de 315 habitantes. Aparece descrito en el decimocuarto volumen del Diccionario geográfico-estadístico-histórico de España y sus posesiones de Ultramar de Pascual Madoz con las siguientes palabras:

TIAGUA: l. dependiente del ayunt. y parr. de Teguise, á cuyo part. jud. corresponde, en la isla de Lanzarote, prov., aud. terr. y c. g. de Canarias, dióc. de Gran Canaria. sit. 1/2 hora al O. de aquella pobl. en buena situacion y clima sano. Antiguamente fue este pueblo uno de los mejores de la isla, pero en el dia está reducido á un corto vecindario, el cual mas de la mitad está próximo á emigrar á Montevideo, á causa de la escasez de sus cosechas, sin embargo de haberse distinguido hasta principios de este siglo, por la abundancia de sus producciones, y el valor personal de sus hab. De algunos años á esta parte la calamidad comun á casi todos los pueblos de la isla, de faltarles las lluvias, les pone en la dura necesidad de marchar á América donde por lo regular son vendidos por el flete ó trasporte, que importa 100 pesos, por cada persona, si sus bienes no son suficientes para pagarlo adelantado; con lo cual se hace un comercio mil veces mas criminal y escandaloso que con el tráfico de esclavos. pobl.: 64 vec., 315 almas. riqueza y contr.: con el ayuntamiento.
(Madoz, 1849, p. 753)

En 2022, la entidad singular de población tenía empadronados 343 habitantes y el núcleo de población, 338.